# Aharonov-Bohm-Effekt
Der Aharonov-Bohm-Effekt ist ein Phänomen in der Quantenmechanik, bei dem geladene Teilchen von einem elektromagnetischen Feld beeinflusst werden, obwohl sie sich ausschließlich im feldfreien Raum bewegen.
Zum Beispiel beeinflusst ein Magnetfeld {\displaystyle {\vec {B}}} die Interferenz von Elektronenstrahlen auch dann, wenn diese sich nicht im klassisch zu erwartenden Einflussbereich von {\displaystyle {\vec {B}}} befinden. Hauptursache des Effekts ist, dass die Beeinflussung durch das magnetische Vektorpotential erfolgt und nicht durch das Magnetfeld selbst.
Der Aharonov-Bohm-Effekt wurde vom Magazin New Scientist als eines der „Sieben Wunder in der Quantenwelt“ ausgewählt.
Der Effekt wurde nach David Bohm und Yakir Aharonov benannt, die 1959 dazu eine Arbeit veröffentlichten. Werner Ehrenberg und Raymond E. Siday konnten den Effekt jedoch bereits 1949 voraussagen. Offenbar hat aber Walter Franz den Effekt bereits 1939 – also 20 Jahre vor Aharonov und Bohm – in einem Seminar der Physikalischen Gesellschaft, Gauverein Ostland in Danzig vorgestellt.

## Experiment

Schematische Darstellung des Experiments. Ein von links kommender Elektronenstrahl passiert die Schlitze S^{1} und S^{2} in der Barriere X, wodurch sich auf dem Beobachtungsschirm ein Interferenzmuster bildet (Doppelspaltexperiment). Die Wege e^{1} und e^{2} führen um den Zylinder W herum, und das Magnetfeld B besteht nur im Inneren des Zylinders. Trotzdem ändert sich das Interferenzmuster, je nachdem ob das Magnetfeld ein- oder ausgeschaltet ist.

Im Experiment laufen geladene Teilchen (Elektronen) auf verschiedenen Seiten an einem Zylinder vorbei, in dem ein Magnetfeld {\displaystyle B} herrscht. Der Zylinder ist von einer Wand umgeben, die von den Teilchen nicht durchdrungen werden kann; außerhalb ist das Magnetfeld Null. Trotzdem hängt der Ausgang des Experiments davon ab, ob das Magnetfeld ein- oder ausgeschaltet ist, denn das Vektorpotential {\displaystyle {\vec {A}}} ist im ersten Fall auch außerhalb des Zylinders vorhanden. Man stelle sich hierbei ein radial verlaufendes Vektorpotential vor. Dessen Rotation {\displaystyle \mathrm {rot} \,{\vec {A}}} und damit das Magnetfeld ist außerhalb des Zylinders Null, dennoch ist das Vektorpotential selbst nirgends Null.
Die Superposition der Wellenfunktionen hinter dem Zylinder ergibt ein Interferenzmuster, das vom Vektorpotential beeinflusst wird, da die Wellenfunktionen auf Wegen rechts und links des Zylinders eine unterschiedliche Phasenverschiebung erhalten.
Experimente dieser Art wurden Anfang der 1960er Jahre u. a. von Möllenstedt und Robert G. Chambers durchgeführt.

## Theorie
Klassisch erfolgt die Beeinflussung eines geladenen Teilchens im Magnetfeld durch die Lorentzkraft des Magnetfeldes, nach der Bewegungsgleichung:
{\displaystyle m\,{\vec {a}}=q\cdot \left({\vec {v}}\times {\vec {B}}+{\vec {E}}\right)}
mit
- der Masse {\displaystyle m} des Teilchens
- seiner Beschleunigung {\displaystyle {\vec {a}}}
- seiner elektrischen Ladung {\displaystyle q}
- seiner Geschwindigkeit {\displaystyle {\vec {v}}}
- der magnetischen Flussdichte {\displaystyle {\vec {B}}}
- dem Vektorprodukt {\displaystyle \times }.

Klassisch ist ein Effekt also nur dort zu erwarten, wo das Magnetfeld {\displaystyle {\vec {B}}} von Null verschieden ist (abgesehen vom elektrischen Feld {\displaystyle {\vec {E}}}, das hier unwesentlich ist).
In der Quantenmechanik dagegen beschreibt man das Verhalten des Teilchens durch den Hamilton-Operator:
{\displaystyle H={\frac {1}{2m}}\left({\vec {p}}-q{\vec {A}}({\vec {r}},t)\right)^{2}+q\,\Phi ({\vec {r}},t).}
mit
- dem kanonischen Impulsoperator {\displaystyle {\vec {p}}={\tfrac {\hbar }{i}}{\vec {\nabla }}}
- dem kinetischen Impulsoperator {\displaystyle {\vec {\Pi }}={\vec {p}}-q{\vec {A}}({\vec {r}},t)}
- dem Vektorpotential {\displaystyle {\vec {A}}}
- dem Ort {\displaystyle {\vec {r}}}
- der Zeit t
- dem skalaren elektrischen Potential {\displaystyle \Phi }, das hier unwesentlich ist.

Vektorpotential {\displaystyle {\vec {A}}} und Magnetfeld {\displaystyle {\vec {B}}} hängen durch den Rotationsoperator zusammen:
{\displaystyle {\vec {B}}=\mathrm {rot} \,{\vec {A}}:={\vec {\nabla }}\times {\vec {A}}}
Das Vektorpotential {\displaystyle {\vec {A}}} ist dadurch generell nur bis auf den Gradienten {\displaystyle {\vec {\nabla }}f} einer beliebigen skalaren Funktion {\displaystyle f} bestimmt, da die Rotation eines Gradientenfeldes für zweifach stetig differenzierbare skalare Felder verschwindet (siehe Eichtransformation).

## Interpretation
Manchmal wird aus dem Effekt der Schluss gezogen, dass das Vektorpotential in der Quantenmechanik eine fundamentalere Bedeutung habe als das zugehörige Kraftfeld. Das trifft jedoch nicht das Wesentliche: Letztlich ist der magnetische Fluss {\displaystyle \Phi _{B}} entscheidend, der  durch ein Kurvenintegral ausgedrückt werden kann:
{\displaystyle \Phi _{B}(F)=\oint _{\,\Gamma }{\vec {A}}\cdot \mathrm {d} {\vec {r}}}
Der Integrationsweg {\displaystyle \Gamma } muss geschlossen sein, was durch den Kreis im Integrationssymbol angedeutet wird, darf sich aber außerhalb des Bereiches mit {\displaystyle {\vec {B}}\neq 0} befinden.
Nach dem Satz von Stokes
{\displaystyle \oint _{\,\Gamma }{\vec {A}}\cdot \mathrm {d} {\vec {r}}=\iint _{F}(\operatorname {rot} {\vec {A}})\cdot {\vec {n}}\,\mathrm {d} ^{2}a}
mit
- dem Normalenvektor {\displaystyle {\vec {n}}} auf der Fläche
- dem zweidimensionalen Flächenelement {\displaystyle \mathrm {d} ^{2}a}.

ist das Linienintegral über die geschlossene Kurve {\displaystyle \Gamma } identisch mit dem Fluss der magnetischen Flussdichte {\displaystyle B} durch die eingeschlossene Fläche {\displaystyle F}:
{\displaystyle \oint _{\,\Gamma }{\vec {A}}\cdot \mathrm {d} {\vec {r}}=\iint _{F}{\vec {B}}\cdot {\vec {n}}\,\mathrm {d} ^{2}a}
Insbesondere zeigt der Satz von Stokes, weswegen die gewählte Eichung des Vektorpotentials irrelevant ist, da das Kurvenintegral über {\displaystyle {\vec {A}}} als Flächenintegral über {\displaystyle \operatorname {rot} {\vec {A}}} geschrieben werden kann und die Rotation des zur Eichung verwendeten Gradientenfeldes verschwindet.
Man kann den Effekt als Folge der nichttrivialen Topologie des Eichfeldes interpretieren: Wegen des nicht einfach zusammenhängenden Raumes (der Zylinderinnenraum ist „ein Loch im Raum“) verschwinden auch die Wegintegrale über geschlossene Kurven nicht (notwendigerweise).

### Fachartikel
- G. Möllenstedt, Werner Bayh: Messung der kontinuierlichen Phasenschiebung von Elektronenwellen im kraftfeldfreien Raum durch das magnetische Vektorpotential einer Luftspule. In: Die Naturwissenschaften. 49. Jahrgang, 1962, S. 81 (digizeitschriften.de).
- Yoseph Imry, Richard A. Webb: Quantum Interference and the Aharonov-Bohm Effect. In: Scientific American. 260, Nr. 4, 1989, S. 56.

### Fachbücher
- Holger Lyre: Aharonov—Bohm Effect. In: Daniel Greenberger, Klaus Hentschel, Friedel Weinert (Hrsg.): Compendium of Quantum Physics. Springer Berlin Heidelberg, Berlin, Heidelberg 2009, ISBN 978-3-540-70622-9, S. 1–3, doi:10.1007/978-3-540-70626-7_1.
- M. Peshkin, A. Tonomura (Hrsg.): The Aharonov-Bohm Effect (= Lecture Notes in Physics. Band 340). Springer-Verlag, Berlin/Heidelberg 1989, ISBN 3-540-51567-4, doi:10.1007/BFb0032076 (englisch).
- Franz Schwabl: Motion in an Electromagnetic Field. In: Quantum Mechanics. Springer Berlin Heidelberg, Berlin, Heidelberg 2007, ISBN 978-3-540-71932-8, S. 143–157, doi:10.1007/978-3-540-71933-5_7.